# Медеу Пусурманули
Медеу Пусурманули, в російськомовних джерелах Медеу Пусурманов, (1850—1908) — волосний аулу, власник пасовищ Заілійського Алатау, на честь якого назване високогірне урочище Медеу, місцевість в Казахстані у 16 км на південь від Алмати.

## Біографічні відомості
Медеу Пусурманули народився у 1850 році. Походив із бідняцькій сім'ї роду шапрашти. Батько Медеу — Пусурман-батир з поважного Старшого жуза. Припущення про купецьке походження Медеу не підтверджуються фактами. У молоді роки Медеу Пусурманули наймитував. Згодом наполегливою працею досяг відносного добробуту і поважного статусу в Семиріччі, став волосним третього аулу Верненського повіту Малоалматинської волості, власником великих пасовищ на Заілійському Алатау.
Згідно з архівними джерелами Медеу Пусирманули (Медеу Пусурманов) звертався до губернатора Семиріччя з проханням надати йому, Медеу, "місце на будівництво дерев'яних будинків біля ущелини Кім-асар, поруч з дачею генерала Колпаковського. У відповідь йому було оголошено, що він і його родичі можуть там «зводити житло і господарські будівлі та без будь-якого дозволу адміністрації». Спочатку він започаткував в урочищі зимівлю, пізніше — літні пасовиська — джайлау. Згодом Медеу Пусурманов, як його називала на російський манер влада Семиріченської області заснував в урочищі селище з капітальними дерев'яно-рубаними будинками, відоме як Лісова школа.
Немає підстав вважати Медеу за простого осілого скотаря. У Вірному, як в тій час називалася Алмати, Медеу Пусурманову належала значна територія. Він брав активну участь в забудові міста, велику увагу приділяв його озелененню та благоустрою міста та його околиць. За ініціативи Медеу були насаджені березові гаї вздовж дороги на Медеу, сади в долині річки Терисбутак, на Кам'янському плато, в Бедельбайській долині — «Освітянин», Баганашіла, дубовий гай в санаторії «Турксиб» тощо. Медеу Пусурманов був одним з найактивніших учасників благодійних, спонсорських справ у Вірному, матеріально допомагав відновленню міста після землетрусів, повеней і голоду.
Освічена для свого часу людина, Пусурманов користувався повагою серед своїх видатних земляків, авторитетом і популярність в середовищі Семиріченської влади. Він одним з перших закликав казахів до осілості, землеробства, ремесел, залучав своїх дітей і родичів до освіти і культури. Його багатство, доброта, благодійництво та широку популярність в краї оспівував у своїх піснях казахський народний співак-акин Жамбил.
Помер Медеу у 1908 році у віці 58 років. У нього залишилося 20 дітей — 12 синів і 8 дочок. Похований на родовому цвинтарі біля Первомайської греблі.
Ім'я Медеу Пусурманули увічнене у назві урочища, яке він залюднив, а також його ім'я носить високогірний спортивний комплекс для зимових видів спорту, розташований в урочищі Медеу.